# بخش دیونیه
بخش دیونیه (به لاتین: Divénié District) یک منطقهٔ مسکونی در جمهوری کنگو است که در بخش نیاری واقع شده‌است.